# Güemes, la tierra en armas
Güemes, la tierra en armas es una película en colores de Argentina dirigida por Leopoldo Torre Nilsson según su propio guion escrito en colaboración con Ulyses Petit de Murat, Luis Pico Estrada y Beatriz Guido que se estrenó el 7 de abril de 1971 y que tuvo como protagonistas a Alfredo Alcón, Norma Aleandro, Gabriela Gilli y José Slavin.
Por este filme Leopoldo Torre Nilsson fue seleccionado como candidato al Premio de Oro en el Festival de Cine Internacional de Moscú de 1971.

## Sinopsis
Aspectos de la vida del general Martín Miguel de Güemes en la etapa de su lucha contra las fuerzas realistas en el Norte de Argentina.

## Reparto

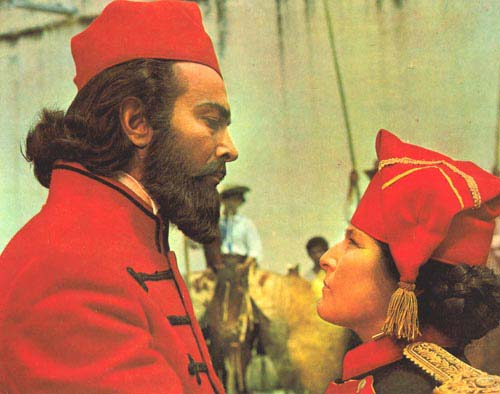
Alfredo Alcón y Mercedes Sosa

- Alfredo Alcón … Martín Güemes
- Norma Aleandro … Macacha Güemes
- Gabriela Gilli
- José Slavin
- Alfredo Duarte
- Luis María Mathé
- Alfredo Iglesias
- Rodolfo Brindisi
- Mercedes Sosa … Juana Azurduy
- Leopoldo Torre Nilsson
- Miguel Padilla

## Comentarios
Confirmado escribió:

”La estructura es clásica, casi de western…La interpretación histórica puede descubrir otras complejidades ocultas. A la versión clásica se le ha dado un matiz revolucionario, que apunta a la gesta popular… cuando se sale al campo, a los rostros de los gauchos auténticos, ellos y Güemes con ellos, hablan un lenguaje verdadero. Todo esto, parece, no es casual”.

Análisis opinó:

”Se ha elegido el tono épico, se ha evitado casi totalmente el desarrollo psicologista de los personajes”.

Siete Días Ilustrados dijo:

”Este nuevo Nilsson, superficial, de consumo masivo, poco refinado, podrá hacer reír a los exigentes por la puerilidad de las actuaciones, pero no cabe duda que se afianzará en el gran público argentino”.